# Avosettkolibri
Der Avosettkolibri (Avocettula recurvirostris; Syn. Trochilus recurvirostris), manchmal auch Säbelschnabelkolibri oder Schwarzbauch-Avosettkolibri genannt, ist ein Vogel aus der Familie der Kolibris (Trochilidae) und die einzige Art der somit monotypischen Gattung Avocettula. Die Art hat ein großes Verbreitungsgebiet, das die Länder Venezuela, die Guyanas, Brasilien und möglicherweise Ecuador umfasst. Der Bestand wird von der IUCN als „nicht gefährdet“ (least concern) eingeschätzt.

## Merkmale
Der Avosettkolibri erreicht bei einem Körpergewicht von lediglich ca. 4,2 g eine Körperlänge von etwa 9,7 cm, wobei die Flügel 5,2 cm, der Schwanz 2,9 cm und der schwarze, an der Spitze nach oben gebogene Schnabel 1,5 cm lang sind. Die Oberseite, die Flügeldecken und Flanken des Männchens sind dunkelbronzegrün. Der smaragdgrüne Kehl- und Brustbereich glänzt stark. Die Bauchmitte ist schwarz, die mittleren Schwanzfedern dunkel-schwärzlichgrün. Die seitlichen Steuerfedern sind auf der Oberseite dunkelviolett und auf der Unterseite glänzen sie purpurkupferrot. Die Flügel sind schwärzlichpurpurn. Die Oberseite, die Flügeldecken und die Flanken der Weibchen sind grün bis blaugrün. Die weiße Unterseite wird von einem schwarzen Streifen, der vom Kinn bis zum Steiß reicht, durchzogen. Die Schwanzoberseite ist grün, die Unterseite stahlblau mit weißen Spitzen an den seitlichen Federpaaren. Die Flügel sind schwärzlichpurpurn. Beide Geschlechter haben schwarze Füße.

## Verhalten
In Suriname wurde beobachtet, wie Avosettkolibris die Blüten der zur Pflanzenfamilie Clusiaceae gehörenden Gattung Clusia und der zur Tribus Phaseoleae gehörenden Gattung Dioclea anflogen. Die Pflanzen wuchsen auf steinigem, quarzhaltigem Aufschluss. Dabei handelt es sich um ein heißes, arides Mikrohabitat, welches hauptsächlich aus Gestrüpp besteht. Über die Funktionalität der nach oben gebogenen Schnabelspitze ist nicht viel bekannt. Ähnlich wie die Dornschnabelkolibris (Chalcostigma) Reichenbach, 1854 und die Hakenschnäbel (Diglossa) Wagler, 1832 gelten sie aber hauptsächlich als Nektarräuber, d. h. sie stechen in die Blumenkrone und konsumieren Nektar, ohne der Pflanze bei der Bestäubung zu helfen.

## Fortpflanzung
In Suriname brüten Avosettkolibris von September bis Dezember. Sie bauen sehr kleine, kelchartige Nester, die sie auf dicken, horizontalen Zweigen größerer Büsche in Höhen zwischen 5 und 12 Metern errichten.

## Lebensraum

Verbreitungsgebiet (grün) des Avosettkolibris

Diese monotypische Art kommt im Südosten Bolívars an Felsaufschlüssen, am Roraima-Tepui nahe dem Río Grande sowie in der Nähe von Waldrändern und buschiger Vegetation vor. Hier ist sie bis in Höhen von 1200 Metern präsent. In Brasilien wurde 2008 erstmals ein Weibchen im Bundesstaat Tocantins entdeckt. Ob die Art überhaupt im Osten Ecuadors existiert, ist zweifelhaft. Die wenigen Berichte, die es gibt, erwähnen als Habitat Várzea-Wälder nahe bei Imuyacocha oder Montalvo am Bobonaza-Fluss.

## Etymologie und Forschungsgeschichte
William Swainson beschrieb den Avosettkolibri unter dem Namen Trochilus recurvirostris. Das Typusexemplar kaufte er bei einer Auktion von William Bullock (um 1773–1849). Der Balg stammte angeblich aus Peru. Erst später wurde der Kolibri der von Heinrich Gottlieb Ludwig Reichenbach im Jahr 1849 eingeführten neuen Gattung Avocettula zugeordnet. Dieser Name stammt aus dem Altitalienischen und bedeutet „Säbelschnäbler“. Das Artepitheton recurvirostris setzt sich aus den lateinischen Wörtern recurvus für „nach hinten gebogen“ und -rostris, rostrum für „-schnäblig, Schnabel“ zusammen. Gelegentlich wird die Art in der Literatur in die Gattung Anthracothorax gestellt.